# Гильманов, Лябиб Гильманович
Гильми (Гыйльми) (Гильманов), Лябиб Гильманович (12 июня 1906 — 9 мая 1938) — татарский писатель.

## Биография
Родился в селе Старый Багряж-Елхово.
В 1923 г. поступил в партийную школу (город Чистополь).
В 1928–1930, 1932–1934 гг. работал в Татарском обкоме ВЛКСМ (с 1932 г. — 2-й секретарь).
В 1930–1932 гг. — советник при Монгольском революционном союзе молодёжи (город Улан-Батор).
В 1935–1937 гг. — ответственный редактор газеты «Яшь ленинчы», журнала «Пионер каляме», в 1937 г. — председатель Союза писателей ТАССР.
Арестован в Казани 21 октября 1937 года. 9 мая 1938 года осужден Военной коллегией Верховного суда СССР по обвинению «участник правотроцкистской террористической организации», расстрелян этим же днём.
Реабилитирован посмертно в мае 1957 года.
Имел 2-х детей.

## Произведения
- Поэма «Вилочники» («Сәнәкчеләр», 1930 г.)
- Роман «Истинная любовь» («Чын мәхәббәт», 1936 г.)